# Старохурульный
Старохурульный — исчезнувший хутор в Заветинском районе Ростовской области. Располагался в балке Мокрая Савдя в 12 верстах к востоку от станицы Граббевская

## История
Дата основания не установлена. Относился к юрту станицы Граббевской. Согласно данным первой Всероссийской переписи населения в 1897 году в хуторе Старо-Хурульном проживало 213 душ мужского и 195 женского пола. Согласно Алфавитному списку населённых мест области войска Донского 1915 года издания в хуторе проживало 255 душ мужского и 202 женского пола.
В результате Гражданской войны калмыцкое население округа резко сократилось. Согласно первой Всесоюзной переписи населения 1926 года население хутора составило 349 человек, из них украинцев - 344. Калмыки в хуторе не проживали. На момент переписи хутор входил в состав Привольненского сельсовета Ремонтинского района Сальского округа Северо-Кавказского края.
Дата упразднения хутора не установлена. 

## Население
Динамика численности населения
| 1897 | 1915 | 1926 |
| ---- | ---- | ---- |
| 408  | 457  | 349  |